# Amorbia effoetana
Amorbia effoetana es una especie de polilla del género Amorbia, tribu Sparganothini, subfamilia Tortricinae.

## Distribución
Se distribuye por Puerto Rico.

## Taxonomía
Fue descrita por Moschler en 1891 y publicada en Abh. Senckenb. Naturforsch. Ges. 16 (1889): 330.